# Tim Samaras
Timothy Michael Samaras (ur. 12 listopada 1957, zm. 31 maja 2013) – amerykański inżynier, badacz meteorologiczny i łowca burz, znany przede wszystkim z prowadzenia badań terenowych nad tornadami oraz udziału w programie telewizyjnym Storm Chasers, emitowanym na kanale Discovery Channel.
Samaras poświęcił swoją karierę dokumentowaniu i analizie ekstremalnych zjawisk pogodowych, w szczególności tornad. Jego praca koncentrowała się na opracowywaniu i wykorzystywaniu specjalistycznych sond do pomiaru ciśnienia, prędkości wiatru i innych parametrów wewnątrz wirów tornadowych, co miało na celu pogłębienie wiedzy naukowej na temat tych zjawisk i poprawę systemów wczesnego ostrzegania.
Zginął 31 maja 2013 roku wraz z synem Paulem Samarasem oraz współpracownikiem Carlem Youngiem podczas dokumentowania niezwykle silnego i nieprzewidywalnego tornada w pobliżu El Reno, w stanie Oklahoma. Tornado to było najszerszym zarejestrowanym w historii i zmieniło kierunek w sposób trudny do przewidzenia, co doprowadziło do tragicznego wypadku.

## Wczesne życie
Timothy Michael Samaras urodził się 12 listopada 1957 roku w Lakewood, w stanie Kolorado, jako syn Paula T. Samarasa i Margaret L. Samaras. Jego ojciec był fotografem, dystrybutorem modeli samolotów oraz operatorem projekcji filmowej w armii Stanów Zjednoczonych podczas II wojny światowej. Tim już od najmłodszych lat pomagał ojcu w fotografii oraz w prowadzeniu sklepu.
Zainteresowanie tornadami pojawiło się u niego w wieku sześciu lat, kiedy wraz z matką oglądał w telewizji film Czarnoksiężnik z Krainy Oz. Jak wspominał po latach, scena z tornadem „wciągnęła go” i zapoczątkowała jego fascynację ekstremalnymi zjawiskami pogodowymi.
Samaras uczęszczał do szkoły podstawowej Lasley oraz gimnazjum O’Connell w rodzinnym Lakewood. W 1976 roku ukończył Alameda International Junior/Senior High School. W wieku dwudziestu kilku lat rozpoczął pierwsze samodzielne wyprawy w celu obserwacji burz, które – jak sam podkreślał – podejmował nie dla adrenaliny, lecz z naukowej ciekawości.

## Kariera
Tim Samaras był samoukiem – nigdy nie ukończył studiów wyższych, jednak od młodości wykazywał zainteresowanie elektroniką i radiotechniką. W wieku 12 lat uzyskał licencję operatora radia amatorskiego i samodzielnie budował nadajniki, wykorzystując podzespoły ze starych telewizorów. Posiadał najwyższą klasę licencji radioamatorskiej w Stanach Zjednoczonych – Amateur Extra Class – oraz biegle posługiwał się kodem Morse’a. W trakcie polowań na burze korzystał z radia amatorskiego, a jako certyfikowany obserwator burz zgłaszał przypadki niebezpiecznych zjawisk atmosferycznych.
W wieku 16 lat pracował jako technik radiowy, a rok później został brygadzistą warsztatu serwisowego. Zaraz po ukończeniu szkoły średniej, mimo braku wyższego wykształcenia, został zatrudniony w University of Denver Research Institute. W wieku 20 lat otrzymał poświadczenie bezpieczeństwa Pentagonu i zajmował się testowaniem oraz konstruowaniem systemów uzbrojenia.
Samaras był wyróżniającym się inżynierem w firmie Applied Research Associates, gdzie pracował nad testami wybuchów oraz dochodzeniami dotyczącymi katastrof lotniczych. Brał udział w dochodzeniu Narodowej Rady Bezpieczeństwa Transportu (NTSB) w sprawie katastrofy lotu TWA 800. Specjalizował się również w fotografii szybkiej, w tym rejestrowaniu balistyki. W dalszym etapie kariery współpracował także z firmami National Technical Systems oraz Hyperion Technology Group.
Poza badaniami nad tornadami interesowały go także inne zjawiska konwekcyjne, zwłaszcza wyładowania atmosferyczne. W tym celu wykorzystywał kamery rejestrujące obraz z prędkością do 1,4 miliona klatek na sekundę. Jako utalentowany fotograf i wideograf stosował również fotogrametrię. Część nagrań i zdjęć pochodziła z kamer umieszczanych w specjalnych sondach wprowadzanych bezpośrednio w trajektorie tornad. Interesował się także astronomią, elektroniką i konstruowaniem własnych urządzeń.
Był założycielem projektu TWISTEX (Tactical Weather Instrumented Sampling in Tornadoes EXperiment), mającego na celu zwiększenie wiedzy na temat mechanizmów tornad. Jego działalność badawcza była w dużej mierze finansowana przez National Geographic Society, które przyznało mu łącznie 18 grantów.
Samaras samodzielnie projektował i konstruował aerodynamiczne sondy meteorologiczne, które umieszczał bezpośrednio na trasie tornad. Jedna z nich zarejestrowała największy znany spadek ciśnienia atmosferycznego: 100 hPa w czasie krótszym niż jedna minuta, w wyniku przejścia tornada kategorii F4 w pobliżu Manchester 24 czerwca 2003 roku. Pomiar ten został wpisany do Księgi Rekordów Guinnessa jako „największy spadek ciśnienia zmierzony podczas tornada” – 850 hPa (25,10 inHg), skorygowane do poziomu morza. Sonda została położona zaledwie 82 sekundy przed bezpośrednim uderzeniem tornada.  
W ciągu każdego sezonu tornad Samaras wraz z zespołem pokonywał ponad 56 000 km (35 000 mil) w poszukiwaniu burz. Podkreślał, że największe zagrożenie podczas śledzenia tornad stanowią nie same zjawiska atmosferyczne, lecz niebezpieczeństwa drogowe. Łącznie udokumentował ponad 125 tornad w swojej karierze. W branży uchodził za jednego z najbardziej ostrożnych i odpowiedzialnych łowców burz.
W 1998 roku współtworzył wraz z Rogerem Hillem doroczną National Storm Chasers Convention (ChaserCon), organizowaną w okolicach Denver. Po jego śmierci wydarzenie było kontynuowane przez jego żonę Kathy. W 2005 roku otrzymał tytuł „Wschodzącego Odkrywcy” (Emerging Explorer) przyznawany przez National Geographic Society.
W latach 2009–2012 był jedną z głównych postaci programu Storm Chasers emitowanego na kanale Discovery Channel. Pracował również dla firmy Boeing, m.in. nad testowaniem poszyć samolotów odpornych na grad, a także dla instytucji rządowych. Prezes sieci Discovery, Eileen O'Neill, uznała jego pracę za istotną dla wydłużenia czasu ostrzegania przed tornadami.
Samaras był współautorem książki Tornado Hunter: Getting Inside the Most Violent Storms on Earth (2009, ISBN 978-1426203022), a także autorem lub współautorem kilkunastu artykułów naukowych. Współpracował z magazynem Storm Track i był bohaterem kilku głównych artykułów w National Geographic (kwiecień 2004, czerwiec 2005, sierpień 2012, listopad 2013). Udzielał wywiadów wielu mediom i brał udział w licznych produkcjach dokumentalnych.

## Śmierć
Wiosną 2013 roku zespół TWISTEX prowadził badania nad wyładowaniami atmosferycznymi, wykorzystując m.in. kamerę szybkoobrotową. W drugiej połowie maja rozpoczął się aktywny okres tornad, co skłoniło Tima Samarasa do rozmieszczenia sond pomiaru ciśnienia oraz przetestowania prototypowych czujników infradźwiękowych, pozostających w fazie rozwoju.

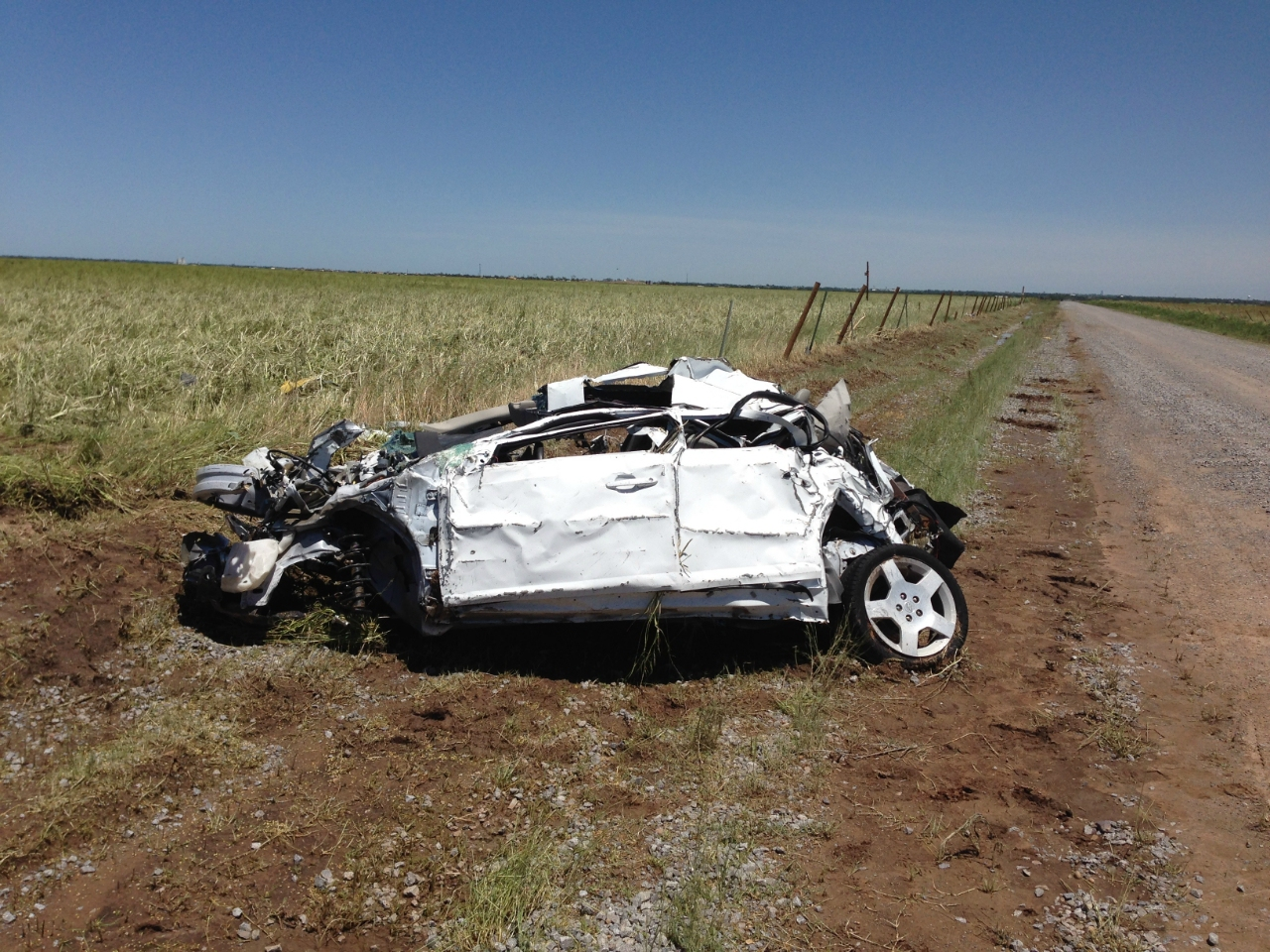
Zniszczony samochód ekipy TWISTEX

Dnia 31 maja 2013 roku, około godziny 18:23 czasu lokalnego, Tim Samaras (inżynier i meteorolog), jego 24-letni syn Paul (fotograf) oraz Carl Young (meteorolog, 45 lat) – członkowie zespołu TWISTEX – zginęli w pobliżu lotniska regionalnego w El Reno (Oklahoma), w wyniku uderzenia przez potężne tornado typu klinowego, którego prędkość wiatru osiągała 475 km/h (295 mph). Pojazd, którym się poruszali, został porwany i przemieszczony przez tzw. podrzędny wir – strukturę generującą najsilniejsze porywy, z prędkościami do 282 km/h (175 mph) w obrębie głównego tornada.
Tuż przed tragedią Carl Young zauważył, że wokół pojazdu ustały opady, a wiatr stał się „niepokojąco spokojny”, na co Samaras odpowiedział: „Właściwie myślę, że jesteśmy w kiepskiej sytuacji”. Według relacji funkcjonariuszki Oklahoma Highway Patrol, Betsy Randolph, w ostatnich chwilach przez radio patrolowe słychać było desperackie okrzyki: „Zginiemy, zginiemy”.
Zjawisko zostało szczegółowo zbadane przez radar RaXPol z Uniwersytetu Oklahomy. Tornado osiągnęło szerokość 4,2 km (2,6 mili), co czyni je najszerszym zarejestrowanym tornadem w historii. Jego wielowirowa struktura i przezroczysta zewnętrzna cyrkulacja utrudniały ocenę rzeczywistej skali zjawiska. Trudne warunki terenowe, obecność intensywnych opadów oraz nagły skręt i przyspieszenie tornada (z ok. 32 km/h do 97 km/h w ciągu kilku minut) sprawiły, że wielu obserwatorów zostało zaskoczonych — część z nich również znalazła się w niebezpieczeństwie. Był to pierwszy potwierdzony przypadek śmierci badaczy lub łowców burz bezpośrednio spowodowany przez tornado.
Jeszcze zanim potwierdzono śmierć członków TWISTEX, wydarzenie to wzbudziło liczne kontrowersje i ponownie uruchomiło debatę nad bezpieczeństwem i taktyką stosowaną podczas ścigania burz. Poza trzema członkami TWISTEX, tornado zabiło także pięć innych osób, w tym mieszkańca Richarda Charlesa Hendersona, który samodzielnie postanowił śledzić burzę.
W odpowiedzi na tragedię społeczność naukowa oraz łowcy burz rozpoczęli zakrojony na szeroką skalę projekt analizy zdarzenia i towarzyszących mu warunków meteorologicznych. W miejscu śmierci powstał początkowo prowizoryczny, a następnie – dzięki zbiórce społecznościowej – stały pomnik, zainicjowany przez zastępcę szeryfa Douga Gertena, który jako pierwszy dotarł do wraku pojazdu. Niestety, w marcu 2016 roku pomnik został zdewastowany: zniszczono go kulami, a maszt pozbawiono flagi.
Śmierć Tima Samarasa została szeroko skomentowana przez społeczność meteorologiczną. Storm Prediction Center wydało oświadczenie, w którym wyrażono głęboki smutek i uznanie dla jego wkładu w rozwój badań nad tornadami. Greg Forbes określił Samarasa mianem „pioniera badań nad silnymi burzami”, a Jim Cantore nazwał go „wspaniałym człowiekiem i wybitnym naukowcem”. Magazyn National Geographic opisał go jako „odważnego i błyskotliwego badacza, który z pasją dążył do zrozumienia zjawisk ekstremalnej pogody”. Brat Timiego napisał w mediach społecznościowych, że „zginął robiąc to, co kochał – polując na tornada”.
Stacja Discovery 2 czerwca 2013 roku poświęciła program specjalny Mile Wide Tornado: Oklahoma pamięci Samarasa i jego kolegów.
Tim Samaras pozostawił żonę Kathy, dwie córki, syna z poprzedniego związku, dwóch braci (Jima i Jacka) oraz dwoje wnucząt. Uroczystość pogrzebowa odbyła się 6 czerwca 2013 roku w kościele Mission Hills w Littleton (Kolorado).